# Letino
Letino – miejscowość i gmina we Włoszech, w regionie Kampania, w prowincji Caserta.
Według danych na rok 2004 gminę zamieszkiwały 783 osoby, 25,3 os./km².
| Rok  | Liczba mieszkańców |
| 1861 | 1207               |
| 1881 | 1279               |
| 1901 | 1157               |
| 1931 | 1205               |
| 1936 | 1263               |
| 1951 | 1346               |
| 1971 | 953                |